# Carcinome embryonnaire
 (février 2014).
Si vous disposez d'ouvrages ou d'articles de référence ou si vous connaissez des sites web de qualité traitant du thème abordé ici, merci de compléter l'article en donnant les références utiles à sa vérifiabilité et en les liant à la section « Notes et références ».
 Mise en garde médicale

Le carcinome embryonnaire est un type de tumeur germinale peu commun qui se produit dans les ovaires et les testicules. On peut aussi la retrouver sous le nom de tumeur vitelline ou tumeur du sinus endodermique du testicule et de l'ovaire. 